# Kerry O'Brien
Kerry O'Brien, född 17 april 1946, är en friidrottare från Australien. Han deltog vid olympiska sommarspelen 1968 och olympiska sommarspelen 1972.